# Falstaff (Salieri)
Falstaff, ossia Le tre burle è un dramma giocoso in due atti di Antonio Salieri, su libretto di Carlo Prospero Defranceschi, ispirato a Le allegre comari di Windsor di William Shakespeare.
La prima rappresentazione ebbe luogo a Vienna, al Teatro di Porta Carinzia, il 3 gennaio 1799.

## Cast della première
| Personaggio       | Interprete       |
| ----------------- | ---------------- |
| Sir John Falstaff | Carlo Angrisani  |
| Mr. Ford          | Giuseppe Simoni  |
| Mrs. Ford         | Irene Tomeoni    |
| Mr. Slender       | Ignaz Saal       |
| Mrs. Slender      | Louise Milloch   |
| Bardolf           | Gaetano Lotti    |
| Betty             | Marianne Gaßmann |

Confrontato con l'originale shakespeariano, il libretto di Defranceschi presenta un numero minore di personaggi, così da consentire uno svolgimento più lineare della vicenda.
L'opera ebbe un buon successo, e  il dramma ha uno svolgimento ricco di ritmo, con trovate comiche e musicali di buon gusto e ottima conduzione dei concertati.
Nel secolo successivo l'opera venne presto dimenticata, soprattutto a causa del mutamento del gusto del pubblico verso i drammi romantici e la nuova concezione del comico in musica portata da Rossini. A questo proposito, il confronto  - che pure potrebbe venire spontaneo - con il più noto Falstaff di Verdi non ha ragione di esistere, in quanto si tratta di due mondi musicali e teatrali completamente diversi e figli di epoche e concezioni drammatiche differenti.
In anni più recenti, l'opera è stata ripresa con buon successo da diversi teatri italiani ed esteri, come per esempio la Bampton Opera
Dell'opera, in tempi recenti, è stata stampata, dalla casa editrice OTOS di Lucca sia la partitura che lo spartito canto e pianoforte a cura del compositore e musicologo Filiberto Pierami.
Beethoven ha utilizzato il tema del duetto  "La stessa, La stessissima" per le variazioni WoO 73.

## Struttura musicale
- Sinfonia

### Atto I
- N. 1 - Introduzione Viva il comune amico (Falstaff, Mr. Slender, Ms. Slender, Ms. Ford, Coro)
- N. 2 - Cavatina di Bardolf Or ci siamo, padron mio!...
- N. 3 - Duetto fra Falstaff e Bardolf Con molta degnazione
- N. 4 - Cavatina di Mr. Ford Vicino a rivedere
- N. 5 - Aria di Ms. Slender Vendetta, sì, vendetta!
- N. 6 - Duettino fra Ms. Slender e Ms. Ford La stessa, la stessissima
- N. 7 - Quartetto Oh quanto vogliam ridere (Ms. Ford, Ms. Slender, Mr. Ford, Mr. Slender)
- N. 8 - Aria di Mr. Slender Venga pure il cavaliere
- N. 9 - Aria di Ms. Ford O! die Manner kenn' ich schön!
- N. 10 - Aria di Falstaff Nell'impero di Cupido
- N. 11 - Aria di Mr. Ford Or gli affannosi palpiti
- N. 12 - Finale I Bricconcella! alfin t'ho colta (Falstaff, Ms. Ford, Betty, Ms. Slender, Mr. Ford, Mr. Slender, Coro)

### Atto II
- N. 13 - Terzetto fra Betty, Ms. Slender e Ms. Ford Nell'acqua il buzzone
- N. 14 - Terzetto fra Betty, Falstaff e Bardolf Ah! Signore! se sapesse
- N. 15 - Duetto fra Mr. Ford e Falstaff Che sento? E quando ei venne
- N. 16 - Aria di Falstaff Io sotto titolo
- N. 17 - Arietta di Mr. Ford Furie, che m'agitate
- N. 18 - Terzetto fra Ms. Ford, Falstaff e Ms. Slender Su, mio core, a gioir ti prepara!
- N. 19 - Terzetto fra Ms. Ford, Mr. Ford e Mr. Slender Che vedo? Oh me infelice! (Ms. Ford, Mr. Ford, Mr. Slender, Coro)
- N. 20 - Duettino fra Ms. Ford e Ms. Slender Benedetto quel bastone
- N. 21 - Arietta di Falstaff Sorte pettegola!
- N. 22 - Aria di Mr. Ford In seno alla calma
- N. 23 - Aria coll'Eco di Mr. Slender Reca in amor la gelosia
- N. 24 - Finale II Siete già qui? (Mr. Slender, Mr. Ford, Ms. Ford, Ms. Slender, Falstaff, Betty, Coro)

## Discografia
- 1961 - Gino Bechi (Sir John Falstaff), Mafalda Micheluzzi (Mrs. Ford), Carlo Franzini (Mr. Ford), Gino Orlandini (Mr. Slender), Anna Maria Rota (Mrs. Slender), Teodoro Rovetta (Bardolf), Valeria Mariconda (Betty) - Direttore: Bruno Rigacci - Orchestra: Accademia Musicale Chigiana - Registrazione dal vivo - Melodram[2]
- 1985 - József Gregor (Sir John Falstaff), Mária Zempléni (Mrs. Ford), Denes Gulyas (Mr. Ford), István Gáti (Mr. Slender), Éva Pánczél (Mrs. Slender), Tamás Csurja (Bardolf), Eva Vamossy (Betty) - Direttore: Támas Pál - Orchestra: Salieri Chamber. Coro: Salieri Chamber - Hungaroton[3]
- 1995 - John de Carlo (Sir John Falstaff), Teresa Ringholz (Mrs. Ford), Richard Croft (Mr. Ford), Jake Gardner (Mr. Slender), Delores Ziegler (Mrs. Slender), Carlos Feller (Bardolf), Darla Brooks (Betty) - Direttore: Arnold Östman - Orchestra: SWR Radio-Sinfonieorchester Stuttgart. Coro: Theaters im Pfalzbau Ludwigshafen - Registrazione dal vivo - Arthaus (DVD)[4]
- 1997 - Romano Franceschetto (Sir John Falstaff), Lee Myeounghee (Mrs. Ford), Giuliano de Filippo (Mr. Ford), Fernando Luis Ciuffo (Mr. Slender), Chiara Chialli (Mrs. Slender), Filippo Bettoschi (Bardolf), Natalia Valli (Betty) - Direttore: Alberto Veronesi - Orchestra: Cantelli di Milano - Chandos[5]
- 2002 - Pierre-Yves Pruvot (Sir John Falstaff), Salomé Haller (Mrs. Ford), Simon Edwards (Mr. Ford), Nigel Smith (Mr. Slender), Hjördis Thébault (Mrs. Slender), Raimonds Spogis (Bardolf), Liliana Faraon (Betty) - Direttore: Jean Claude Malgoire - Orchestra: Orchestre de la Grande Écurie et la Chambre du Roy - Registrazione dal vivo - Dynamic[6]